# Fahrenheit 451 (film 1966)
Fahrenheit 451 è un film del 1966 diretto da François Truffaut, tratto dall'omonimo romanzo fantascientifico-distopico di Ray Bradbury.
Per la prima volta Truffaut si cimenta col colore e con una produzione straniera che gli garantisce un budget elevato. Il risultato è un film destinato al mercato internazionale, distribuito dalla Universal, da cui traspare l'interesse del regista per il cinema di Alfred Hitchcock, sottolineato dalla presenza della musica di Bernard Herrmann, e dal prospettato coinvolgimento di Tippi Hedren, eroina hitchcockiana, nel ruolo della protagonista, poi assegnato a Julie Christie.
Film predittivo, al pari di Nel 2000 non sorge il sole, di fantapolitiche svolte della società futura, sottolinea lo strapotere mediatico assunto dal mezzo televisivo. In tutta la vicenda l'onnipresente schermo casalingo costringe la popolazione a una ebete sudditanza nei confronti del potere. I libri, sovversivi per definizione, a meno che non siano come da normativa, non stampati, costituiscono una possibile via di fuga verso nuovi orizzonti.
Girato dal 12 gennaio al 22 aprile 1966 nei Pinewood Studios e nei dintorni di Londra, fu proiettato in pubblico per la prima volta il 16 settembre 1966. Il film fu trasmesso per la prima volta dalla televisione italiana nel 1971.

## Trama
(Il capitano dei vigili del fuoco al milite modello Montag)
Una pattuglia di pompieri dall'aspetto futuribile esce dalla caserma e si dirige verso un appartamento, dove l'uomo che vi abita riceve una telefonata che l'esorta a scappare; i pompieri entrano alla ricerca di libri e il primo che trovano è Don Chisciotte, nascosto in una lumiera, e durante la perquisizione trovano molti altri libri, anche all'interno di un finto televisore, e dopo averli accumulati in cortile li incendiano con un lanciafiamme.
Montag, uno dei pompieri della squadra, prima del rientro alla base, riceve la notizia che è prossimo a una promozione; egli è un tipo riservato e taciturno, e il capitano lo apprezza proprio per queste sue doti; rientrato a casa comunica la novità alla moglie ma lei è molto interessata ad uno spettacolo interattivo in televisione, nel quale gli spettatori possono recitare insieme ai protagonisti, e alle sue pillole.
I pompieri hanno il compito di distruggere i libri, che sono stati proibiti e aboliti in quanto rendono la vita triste: la filosofia cambia come la moda delle gonne lunghe e corte, dando agli uomini il libero arbitrio o la vita predestinata; i romanzi invece fanno credere che le vite immaginarie dei protagonisti possano essere vissute anche dai lettori, causando frustrazione, e solo bruciandoli tutti gli uomini saranno veramente uguali e felici. I libri sono stati sostituiti dalla televisione, che fa sia da sostituto dei libri scolastici, sia da fonte di divertimento.
Una vicina di casa cerca di far conoscere a Montag il mondo della lettura, e gli chiede se ha mai letto qualcuno dei libri che ha bruciato. La curiosità lo spinge a provare, e il primo libro che questi legge è David Copperfield di Charles Dickens al quale seguiranno molti altri fino a prendere coscienza del buio in cui lui e tutti i componenti della società sono stati rinchiusi. Egli cercherà di combattere il sistema ma verrà tradito dalla moglie e obbligato a usare il lanciafiamme contro i propri libri ma, prima di farlo, indirizza il lanciafiamme verso il proprio letto e verso la tv, in segno di disprezzo per il tradimento perpetrato dalla moglie, e poi, incitato dal capitano, verso i libri.
Egli cerca di salvare un libro ma il capitano se ne accorge e gli punta la pistola contro ma Montag riesce a ucciderlo con il lanciafiamme; inizia così la sua fuga da ricercato e alla fine si unirà agli "uomini libro", che cercano di preservare il contenuto dei libri imparandone a memoria il testo e in seguito bruciandoli per evitare che gli siano tolti.

## Influenze culturali e omaggi
- Il settimo episodio della quinta stagione di Agente speciale, Morto vivente, del 1967, contiene un'evidente citazione di Fahrenheit 451: la polizia della città sotterranea indossa divise ed elmetti simili a quelli dei pompieri del film di Truffaut, e viaggia su Jeep rosse, che ricordano anch'esse i mezzi di trasporto dei vigili del fuoco.
- Il breve racconto dello scrittore Robert Sheckley The Mnemone (1971), narra di un'epoca dove i libri sono banditi e in un piccolo centro americano sopraggiunge un uomo la cui conoscenza mnemonica di numerosi testi permette di tramandarli oralmente a dei potenziali clienti.[2]
- Nel 2004 venne reso omaggio al film da Piero Pelù nel videoclip Dea musica.
- Il film Equilibrium (2002) di Kurt Wimmer è chiaramente ispirato a Fahrenheit 451.
- Nel 2010 i fratelli Hughes nel film Codice Genesi (The Book of Eli) con Denzel Washington riprendono il tema della pericolosità nella cultura in un futuro prossimo per il pianeta (in quel caso addirittura postatomico) e anche in quel film i libri vengono bruciati per impedire di essere tramandati ed Eli, il protagonista del film (appunto Denzel Washington), alla fine detta a memoria la Bibbia alla stessa maniera di quanto avviene nel finale di Fahrenheit 451.
- La scena finale del film è citata in La moglie dell'avvocato di Im Sang-soo (2003) al minuto 40.

## Curiosità
- I titoli di testa sono sostituiti da annunci vocali femminili che ricordano quelli pubblicitari dell'epoca, con immagini fisse di antenne domestiche: ciò per uniformarsi al contesto del film, nel quale non esistono testi scritti (si veda per esempio il giornale a fumetti muti che Montag legge a letto) e in cui la televisione domina la società.
- La ferrovia sospesa che si vede nel film era dalla società francese SAFEGE; un tratto sperimentale di un chilometro e mezzo che si trovava nei pressi di Châteauneuf-sur-Loire.
- Il titolo si riferisce alla temperatura di combustione della carta in scala Fahrenheit. Gli addetti alla distruzione dei libri hanno il numero 451 sul fregio dell'uniforme.
- L'attore Anton Diffring interpreta sia il personaggio di Fabian che (en travesti e per pochi secondi) la preside della scuola di Clarisse.
- Uno degli "uomini libro" ha per nome il titolo di Cronache marziane, dell'autore Ray Bradbury.
- In una scena del film si può notare fra i libri dati alle fiamme una copia della rivista Cahiers du cinéma, rivista per la quale ha lavorato il regista François Truffaut per diversi anni.

## Riconoscimenti
- 1967 - British Academy Film Awards
  - Candidatura per la migliore attrice protagonista a Julie Christie
- 1967 - Premio Hugo
  - Candidatura per la miglior rappresentazione drammatica
- 1966 - Mostra internazionale d'arte cinematografica
  - Candidatura per il Leone d'oro al miglior film